# Buciumi, Maramureș

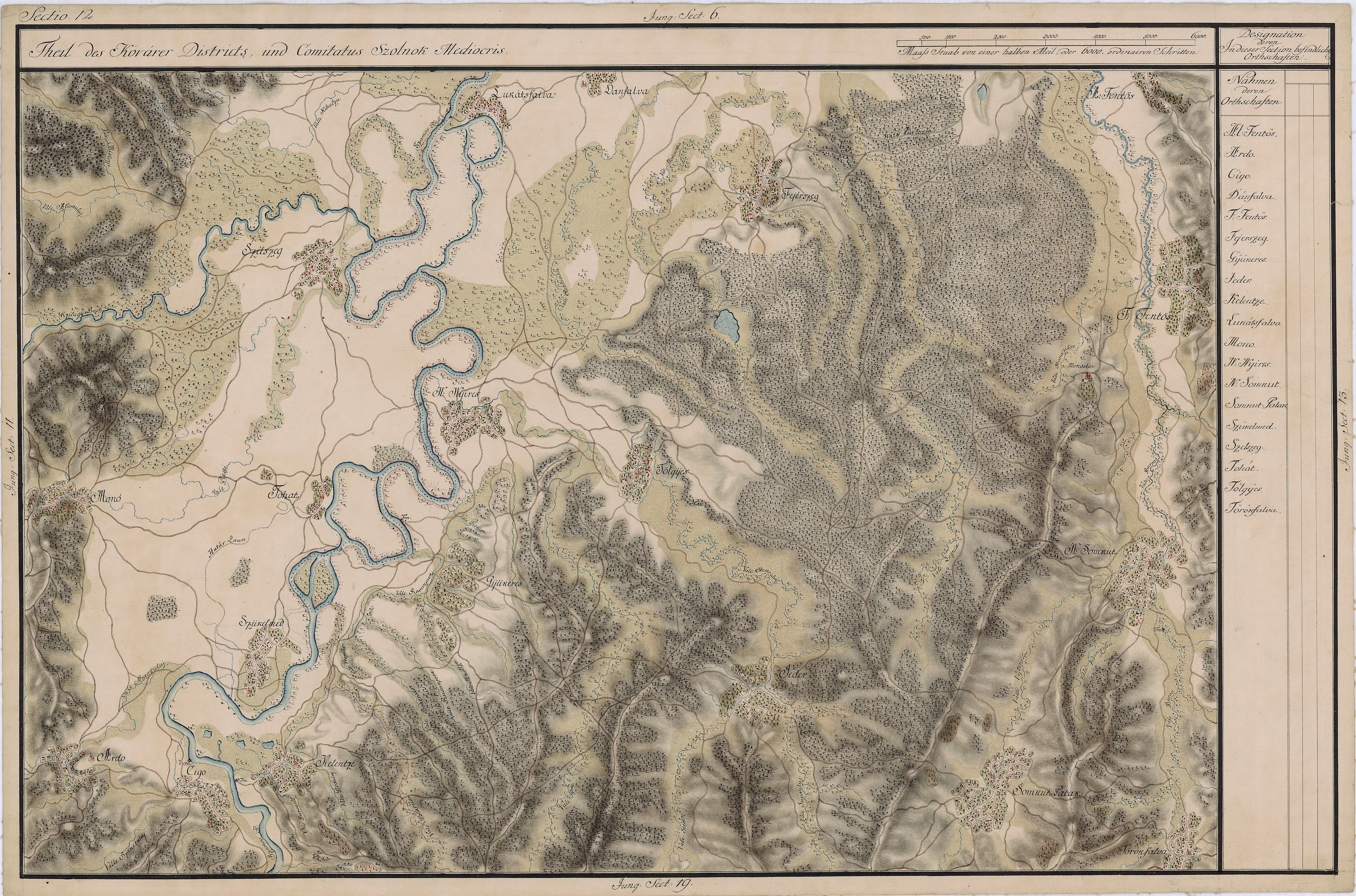
Buciumi în Harta Iosefină a Transilvaniei

Buciumi (în maghiară Törökfalu) este o localitate componentă a orașului Șomcuta Mare din județul Maramureș, Transilvania, România.

## Istoric
Prima atestare documentară: 1474 (Therekfalwa). 

## Etimologie
Etimologia numelui localității: din subst. bucium „butuc la roata de lemn; trunchi, tulpină de arbore, buștean". 

## Demografie
La recensământul din 2011, populația era de 733 de locuitori. 

## Obiectiv memorial
Monumentul Eroilor Români din Al Doilea Război Mondial. Opera comemorativă a fost dezvelită în apropierea căminului cultural, în memoria militarilor care au căzut în Al Doilea Război Mondial. Înalt de 3,45 m și cu o bază de 6,25 mp, monumentul a fost realizat din beton, gresie și piatră. 